# Buonanotte, dolce Marilyn
Buonanotte, dolce Marilyn (Goodnight, Sweet Marilyn) è un film drammatico statunitense del 1989 diretto da Larry Buchanan.

## Trama
Il fim ripercorre la morte dell'attrice Norma Jean Baker, in arte Marilyn Monroe, attraverso le parole di un suo conoscente. L'ipotesi presentata nel film è che l'attrice sia morta per un complotto.

## Produzione
Il film fu diretto dal regista di B-Movie Larry Buchanan e utilizza, attraverso dei flashback, alcuni filmati della precedente produzione del 1976 Ciao Norma Jean (Goodbye, Norma Jean), in cui la giovane Norma Jean Baker era interpretata da Misty Rowe. Phyllis Coates (la Lois Lane nella serie televisiva degli anni cinquanta Adventures of Superman) interpreta in un cameo l'eccentrica madre di Norma.